# Бузено
Бузено (нем. Buseno) — коммуна в Швейцарии, в кантоне Граубюнден. 
Входит в состав округа Моэза. Население коммуны составляет 92 человека (на 31 декабря 2013 года). Площадь территории коммуны составляет 1126 га, из них на 925 га произрастает лес. Официальный код  —  3804.

## Достопримечательности
Католическая церковь.